# Hyporhamphus gamberur
Hyporhamphus gamberur is een straalvinnige vissensoort uit de familie van halfsnavelbekken (Hemiramphidae). De wetenschappelijke naam van de soort is voor het eerst geldig gepubliceerd in 1837 door Rüppell.